# قطعنامه ۱۸۱۳ شورای امنیت
قطعنامه ۱۸۱۳ شورای امنیت سازمان ملل متحد که در تاریخ ۳۰ آوریل ۲۰۰۸ تصویب شد، سندی بین‌المللی دربارهٔ بررسی وضعیت صحرای غربی است. این قطعنامه طی نشست ۵۸۸۴ام با ۱۵ رای موافق، ۰ مخالف و ۰ ممتنع تصویب شد.